# The New World (film)
The New World is een voor een Academy Award genomineerde Amerikaanse film, uitgebracht in 2005. De film is geregisseerd door Terrence Malick met onder meer Colin Farrell. Het verhaal speelt zich af tijdens de oprichting van de nederzetting Jamestown, Virginia en maakt gebruik van de historische figuren John Smith (Farrell) en Pocahontas (Q'orianka Kilcher).
The New World is Malicks vierde lange film en werd door hemzelf geschreven. In de film spelen onder meer Christopher Plummer, Christian Bale, August Schellenberg, Wes Studi, David Thewlis en Yorick van Wageningen mee. In het productieteam zitten Emmanuel Lubezki (Y tu mamá también, Sleepy Hollow), Jack Fisk (Mulholland Drive, The Thin Red Line), kostuumontwerper Jacqueline West (Quills, Rising Sun) en bewerker Richard Chew (Star Wars, Shanghai Noon). De film had een geschat budget van $30.000.000 en werd geproduceerd door Sarah Green.

## Verhaal
De film begint met een Indiaanse vrouw die een offer brengt aan Moeder Aarde. Hoewel haar naam niet wordt genoemd, wordt aangenomen dat ze Pocahontas is. Kort na het brengen van het offer zijn zij en enkele leden van haar stam getuige van hoe drie schepen arriveren. De schepen bevatten Britse kolonisten, die de opdracht hebben om de nederzetting Jamestown te stichten. Aan boord van een van de schepen bevindt zich John Smith. Hij is aanvankelijk gevangengenomen en ter dood veroordeeld vanwege zijn rebelse karakter, maar eenmaal aan land schenkt kapitein Christopher Newport, de leider van de expeditie, hem gratie.
De kolonie heeft een lastige start. Voedseltekort, conflicten met de indianen, en gebrek aan discipline maken het leven er hard. Smith krijgt kans om zijn reputatie te herstellen door met een groep mannen de rivier op te varen in de hoop handel te drijven met de Indianen. Onderweg wordt Smith gevangen door een groep Indianen en naar hun opperhoofd, Powhatan, gebracht. Deze veroordeelt hem ter dood. Smith wordt echter gered door de dochter van het opperhoofd, Pocahontas. (dezelfde vrouw als uit de openingsscène). Smith wordt gespaard, maar de Indianen houden hem wel als gevangene. Hij wordt echter verder goed behandeld en wint als snel het respect van de stam. Bovendien wordt hij verliefd op Pocahontas. Smith begint door zijn leven in het Indianendorp langzaam te twijfelen aan zijn oude levensstijl en zijn vroegere ideeën over de Indianen. Powhatan laat Smith uiteindelijk gaan daar hij denkt dat de Britten de komende lente zullen vertrekken wanneer hun schepen terugkeren.
Eenmaal terug wordt Smith weer met zijn neus op de feiten gedrukt. Het is nog altijd een chaos in de kolonie en iedereen wil dat hij gouverneur wordt. Hij mist al snel zijn leven bij de Indianen, maar beseft dat de kolonie hem nodig heeft en accepteert het gouverneurschap. Zijn banden met de Indianen zorgen er echter wel voor dat deze hen de strenge winter doorhelpen met voedsel en kleding.
Wanneer het voorjaar aanbreekt wordt het voor Powhatan duidelijk dat de Britten niet van plan zijn te vertrekken. Hij besluit een aanval op Jamestown te organiseren en verbiedt Pocahontas om nog langer met de Britten om te gaan. De Britten slaan de Indiaanse aanval af. Wanneer ze horen dat Pocahontas is verbannen van haar stam vanwege haar relatie met de Britten, besluiten ze haar gevangen te nemen om haar als gijzelaar te kunnen gebruiken zodat de Indianen niet nogmaals zullen aanvallen. Smith stemt tegen het plan, wat hem zijn positie als gouverneur kost.
Pocahontas wordt inderdaad gevangen en verblijft lange tijd in Jamestown. Zij en Smith zetten hun relatie voort. De situatie wordt lastiger wanneer Smith van de Britse koning de kans krijgt een eigen expeditie te leiden om een nieuwe weg te vinden naar Oost-Indië. Smith moet nu kiezen tussen liefde en zijn carrière. Uiteindelijk besluit hij terug naar Engeland te gaan om het aanbod te accepteren. Voor hij vertrekt geeft hij een van de kolonisten opdracht om Pocahontas wijs te maken dat hij is omgekomen op zee.
Pocahontas is zwaar aangeslagen door Smith’s “dood”, maar blijft in Jamestown wonen. Op een dag arriveert John Rolfe in de nederzetting. Hij helpt haar om zich aan te passen aan de Britse levensstijl. Ze wordt gedoopt, krijgt onderwijs en trouwt uiteindelijk met Rolfe. Samen krijgen ze een zoon. Dan ontdekt ze op een dag dat John Smith nog leeft. Haar gevoelens voor hem bestaan nog, wat haar relatie met Rolfe lastig maakt.
Uiteindelijk krijgen Rolfe en Pocahontas de kans om naar Engeland te gaan. In Londen wordt ze ontvangen door de Britse koning en koningin. Rolfe regelt tevens een ontmoeting met Smith daar hij vermoedt dat Pocahontas niet gerust zal zijn voor ze hem weer gezien heeft. Het weerzien verloopt moeizaam daar ze beiden sterk zijn veranderd in de afgelopen jaren. Smith geeft toe dat hij mogelijk de verkeerde keuze heeft gemaakt. De twee gaan uiteindelijk toch hun eigen weg.
Rolfe en Pocahontas maken nadien plannen om terug te keren naar Jamestown. Vlak voor het schip kan vertrekken wordt Pocahontas echter zwaar ziek en overlijdt. De film eindigt met haar zoon die een brief van zijn vader leest, waarin hij hem uitgebreid vertelt over zijn overleden moeder.

## Rolverdeling
| Acteur                | Personage            |
| --------------------- | -------------------- |
| Colin Farrell         | John Smith           |
| Q'orianka Kilcher     | Pocahontas / Rebecca |
| Christopher Plummer   | Christopher Newport  |
| Christian Bale        | John Rolfe           |
| August Schellenberg   | Powhatan             |
| Wes Studi             | Opchanacanough       |
| David Thewlis         | Edward Wingfield     |
| Yorick van Wageningen | Samuel Argall        |
| Raoul Trujillo        | Tomocomo             |
| Michael Greyeyes      | Rupwew               |
| Noah Taylor           | Selway               |
| Irene Bedard          | Pocahontas' moeder   |
| Kalani Queypo         | Parahunt             |

## Achtergrond

### Productie
De film werd opgenomen op locatie langs de Chickahominy, welke door moest gaan voor de James. Langs de rivier werden reconstructies gemaakt van Jamestown en het indianendorp. Hiervoor werden zowel archeologische bewijzen als eigen inzicht van de producers gebruikt.
De scènes in Engeland werden opgenomen bij het Hampton Court Palace en Hatfield House, nabij Londen, en buiten de Bodleian Library in Oxford. Blair Rudes, professor in taalkunde, verzorgde voor de film een reconstructie van de inmiddels uitgestorven taal van de Powhatan-indianen.
De film stond aanvankelijk gepland voor november 2005, maar de première moest worden uitgesteld omdat Malick meer tijd nodig had de enorme hoeveelheid beeldmateriaal die hij had opgenomen te monteren tot een film. Malick staat erom bekend zijn films vaak tot de laatste minuut te blijven bewerken, waarbij soms hele personages uit de film worden geknipt.

### Uitgave
Begin december 2005 kwam een 150-minuten durende versie van de film beschikbaar voor beoordeling door critici. Tussen kerst en nieuwjaar werd de film vertoond in twee bioscopen in Los Angeles en New York om nog in aanmerking te komen voor de Academy Awards van 2005.
De grote première vond plaats op 20 januari 2006. Voor deze première snoeide Malick de film terug tot 135 minuten, maar voegde wel nieuwe beelden toe die niet in de eerste versie waren verwerkt. Dit is ook de versie die tegenwoordig in omloop is op dvd.
Er bestaat ook een 172-minuten durende versie van de film getiteld "The Extended Cut".

### Filmmuziek
De muziek van de film werd gecomponeerd door James Horner. Hij moest zijn muziek meerdere malen aanpassen vanwege de wijzigingen die Malick aanbracht in de film, waaronder de volgorde van bepaalde scènes. Toch lukte het hem niet om alle veranderingen van Malick bij te houden, waardoor de muziek uiteindelijk niet goed aansloot op de film. Om dit te verhelpen combineerde Malick Horners filmmuziek met Das Rheingold van Wagner, het 23e pianoconcert van Mozart, en andere muziekstukken.

### Historische accuraatheid
Malicks film combineert historische feiten met populaire verhalen over Pocahontas. De film volgt in grote lijnen Pocahontas’ levensverhaal van haar jeugd tot haar dood. Malick wijkt echter af van de historische bronnen op het punt waar Pocahontas en John Smith verliefd worden.
In de film vertrekt Smith uit Jamestown omdat hij een nieuwe expeditie gaat leiden. In werkelijkheid vertrok hij vanwege een zware verwonding die hij had opgelopen aan zijn been. In de film wordt Pocahontas ontvoerd door de Britten wanneer Smith nog in Jamestown is. In werkelijkheid had hij Jamestown toen al enkele jaren verlaten.

### Ontvangst
De film ontving over het algemeen positieve kritieken. Zo scoort de film een 61% aan goede beoordelingen op Rotten Tomatoes. Op Metacritic kreeg de film 69 van 100 punten.
Positieve punten die critici vaak noemden waren de cinematografie en de acteerprestaties. Slechte punten die vaak werden genoemd waren het feit dat het verhaal traag zou verlopen en de plot niet altijd even duidelijk zou zijn.
Volgens de Britse krant The Guardian heeft The New World "geen fans, maar enkel fanatici", verwijzend naar een aantal extreem positieve recensies van de film. Zo schrijft John Patterson in diezelfde krant:
This decade hasn't been up to much, movie-wise, but I am more than ever convinced that when every other scrap of celluloid from 2000-2009 has crumbled to dust, one film will remain, like some Ozymandias-like remnant of transient vanished glory in the desert. And that film is The New World, Terrence Malick's American foundation myth, which arrived just as the decade reached its dismal halfway point, in January 2006. [...]
It's been said that The New World doesn't have fans: it has disciples and partisans and fanatics. I'm one of them, and my fanaticism burns undimmed 30 or more viewings later. The New World is a bottomless movie, almost unspeakably beautiful and formally harmonious. The movie came and went within a month, and its critical reception was characterised for the most part by bafflement, condescension, lazy ridicule and outright hostility. [...]
Afterwards I had to be alone for an hour to savour and prolong the almost physical intensity of the feelings that deluged me. It was the only time in my life when I have literally wept tears of exultation.
Filmwetenschapper Mark Cousins schrijft in The cinema of Terrence Malick: Poetic visions of America:
By the end of The New World, it seemed to me, I had experienced something like a Bach's Mass in B Minor or a poem by Perce Bysshe Shelley. It was about rapture and the end of rapture. It showed me seeing. It made me sensible.

## Prijzen en nominaties
| Jaar | Prijs                                       | Genomineerde(n)   | Categorie                                                                    | Resultaat   |
| ---- | ------------------------------------------- | ----------------- | ---------------------------------------------------------------------------- | ----------- |
| 2005 | National Board of Review                    | Q'orianka Kilcher | Best Breakthrough Performance by an Actress                                  | Gewonnen    |
| 2005 | San Diego Film Critics Society Awards       | Emmanuel Lubezki  | Best Cinematography                                                          | Gewonnen    |
| 2005 | Washington DC Area Film Critics Association | Q'orianka Kilcher | Best Breakthrough Performance                                                | Genomineerd |
| 2006 | ALMA Awards                                 | Q'orianka Kilcher | Outstanding Actress in a Motion Picture                                      | Gewonnen    |
| 2006 | Academy Award                               | Emmanuel Lubezki  | Best Achievement in Cinematography                                           | Genomineerd |
| 2006 | Chicago Film Critics Association            | Emmanuel Lubezki  | Best Achievement in Cinematography                                           | Genomineerd |
| 2006 | Chicago Film Critics Association            | Q'orianka Kilcher | Most Promising Performer                                                     | Genomineerd |
| 2006 | Critics Choice Award                        | Q'orianka Kilcher | Best Young Actress                                                           | Genomineerd |
| 2006 | Mar del Plata Film Festival                 | Emmanuel Lubezki  | Kodak Award                                                                  | Gewonnen    |
| 2006 | Mar del Plata Film Festival                 | Terrence Malick   | Best Film                                                                    | Genomineerd |
| 2006 | Online Film Critics Society Awards          | Q'orianka Kilcher | Best Breakthrough Performance                                                | Gewonnen    |
| 2006 | Online Film Critics Society Awards          | Emmanuel Lubezki  | Best Cinematography                                                          | Genomineerd |
| 2006 | Online Film Critics Society Awards          | James Horner      | Best Original Score                                                          | Genomineerd |
| 2006 | Young Artist Awards                         | Q'orianka Kilcher | Best Performance in a Feature Film (Comedy or Drama) - Leading Young Actress | Genomineerd |